# Rihanna
Robyn Rihanna Fenty (født 20. februar 1988), kendt under kunstnernavnet Rihanna, er en sanger, skuespiller og modedesigner fra Barbados. Hun er født i Saint Michael på Barbados og begyndte at synge som syv-årig. Hun startede sin karriere i 2003, hvor hun mødte produceren Evan Rogers. Som 16-årig rejste hun til USA for at skabe sig en musikkarriere, og hun begyndte at indspille demoer med vejledning fra Rogers. I 2005 fik hun kontrakt med Def Jam Recordings efter at have været til audition for Jay-Z, der på dette tidspunkt var administrerende direktør i pladeselskabet. Hun flyttede derefter fra Barbados til New York City, hvor hun boede hos Rogers og hans hustru. Samme år udkom hendes debutalbum, Music of the Sun, der bestod af tidstypisk R&B og pop med indslag af fx reggae krydret med hendes caribiske accent. Hendes andet album, A Girl like Me, blev udgivet året efter – albummet indeholdt singlen "SOS", der bestod af et sample fra 80'er-hittet "Tainted Love". 
I 2007 udgav hun det anmelderroste album, Good Girl Gone Bad, der bl.a. indeholdt de populære singler; "Umbrella", "Don't Stop the Music", "Take a Bow" og "Disturbia". "Umbrella" vandt desuden en Grammy Award i kategorien "Best Rap/Sung Collaboration". Stilen på albummet var dog blevet drejet mere i retning af dance bl.a. ved hjælp af produceren Timbaland, og samtidig var hendes image også blevet mere »råt«. I 2009 skulle hun have optrådt ved Grammy-uddelingen, men dette blev aflyst, og det viste sig senere, at Rihannas daværende kæreste, Chris Brown, var blevet arresteret, og siden hen blev han dømt for vold og trusler mod hende. Desuden blev politiets fotografier af en stærkt forslået Rihanna lækket til offentligheden. Brown fik en dom med fem års prøvetid og blev beordret til at opholde sig mindst 45 meter fra Rihanna. Senere samme år udgav hun sit fjerde album, Rated R, med singlerne "Russian Roulette", "Hard" og "Rude Boy". I sommeren 2010 arbejdede hun tæt sammen med rapperen Eminem på singlen "Love the Way You Lie", der på verdensplan blev en stor succes.
Rihannas femte album, Loud, udkom samme år og bestod bl.a. af de populære hitsingler "Only Girl (In the World)", "What's My Name?" og "S&M". Albummet efterfulgtes året efter af Talk That Talk-albummet med verdenshittet "We Found Love" og "Where Have You Been". I november 2011 blev hendes første mode-kollektion lanceret hos Armani, og tidligt i 2012 udkom to singler fra andre kunstnere, hvor hun medvirkede: Coldplays single "Princess of China" og Drakes "Take Care". Hun spillede samme år sin første rolle i science fiction-filmen Battleship. Hendes syvende album, Unapologetic, blev udgivet i november samme år.
Rihannas musik har igennem hele hendes karriere bestået af gennemproduceret og højprofileret popmusik, der fermt er blevet blandet med forskellige andre genrer og et sexet og meget stilbevidst image i skabelsen af et yderst succesfuldt hitkoncept. På verdensplan har hun solgt over 50 millioner album og 180 millioner singler, hvilket gør hende til en af de bedst sælgende kunstnere gennem tiden.

## Opvækst
Rihanna er født i Saint Michael på Barbados som datter af Ronald og Monica Fenty. Hun har to yngre brødre, Rorrey og Rajad Fenty. Hendes mor stammer fra Guyana og hendes far har blandt andet irske rødder.
Rihanna gik på Charles F. Broome Memorial School, en folkeskole i Barbados, og derefter Combermere School, hvor hun dannede en musikalsk trio med to af sine klassekammerater i en alder af femten. I 2004 vandt hun Miss Combermere Beauty skønhedskonkurrence.

## Musik

### Tidlige karriere
I 2003 mødte Rihannas gruppe producenten Evan Rogers gennem fælles venner. Gruppen kom til audition hos Rogers, der sagde, at "i det øjeblik Rihanna kom ind i stuen, var det ligesom om, de to andre piger ikke eksisterede." Hun flyttede senere til Connecticut i USA for at bo sammen med Rogers og hans kone. Rogers og hans partner, Carl Sturken, hjalp Rihanna med at optage materiale til at sende til forskellige musikselskaber i USA. Rihannas demo fandt vej til Def Jam, som inviterede hende til audition for musikselskabets daværende formand Jay-Z, som hurtigt underskrev en kontrakt med hende.
Rihanna brød igennem i musikbranchen i 2005 med udgivelsen af sit debutalbum Music of the Sun, som nåede tiendepladsen på Billboard Top 100. Fra albummet blev udgivet to singler, "Pon de Replay", som nåede andenpladsen på den amerikanske hitliste. Den blev et globalt hit og nåede i top-ti i femten lande. Den anden single, "If It's Lovin' That You Want", blev også bemærket, men fik ikke samme succes som "Pon de Replay".
Mindre end otte måneder efter udgivelsen af Music of the Sun udgav Rihanna sit andet album, A Girl like Me i april 2006. Albummet nåede op som nummer fem på Billboard 200 og har solgt over en million eksemplarer. Den første single, "SOS", toppede som nummer et på Billboard Hot 100, og blev hendes første nummer 1 hit i USA. Den anden single, "Unfaithful", blev et verdensomspændende hit. Inden udgivelsen i  2006 optrådte Rihanna som opvarmningsnavn for Gwen Stefani. Senere var Rihanna på turne med Pussycat Dolls fra november-februar 2007 i Storbritannien. 
Rihanna indgik en reklameaftale med Clinique, og hun indspillede en sang skrevet af Ne-Yo med titlen "Just Be Happy" som et led i aftalen for at promovere firmaets parfume. Rihanna indspillede også en sang kaldet "Winning Women" med Pussycat Dolls'  Nicole Scherzinger for P & G's deodorant til kvinder, "Secret". I samme periode medvirkede Rihanna for første gang i en film med titlen Bring It On: All Or Nothing, hvor hun spillede sig selv.

### 2007–2008
Rihanna gik i studiet i begyndelsen af 2007 med Ne-Yo, Stargate og Timbaland for at optage sange til sit tredje album, Good Girl Gone Bad. Albummet blev udgivet den 5. juni 2007. 
Albummet har resulteret i otte hitsingler, herunder den verdensomspændende nummer et hit  "Umbrella" med Jay-Z. Nummeret nåede førstepladsen i en række lande og opnåede at ligge på førstepladsen i ti uger i træk i Storbritannien, hvilket ikke er set, siden Wet Wet Wet's single "Love Is All Around", som i 1994 lå på toppen i 15 uger. Hendes næste singler, "Shut Up And Drive" og "Don't Stop The Music", holdt interessen ved lige, mens "Don't Stop the Music" lå nummer tre på Billboard Hot 100, mens den toppede hitlisterne i forskellige andre lande. 
Året efter udgav hun en ny version af dette album med titlen Good Girl Gone Bad: Reloaded, der blev udgivet den 17. juni 2008, og herfra udsendtes singlerne "Take a Bow", der blev et verdensomspændende nummer 1 hit, duetten med Maroon 5 "If I Never See Your Face Again" og "Disturbia", hvor sidstnævnte også toppede Hot 100 Chart og dermed blev hendes fjerde nummer et single. Herudover har hun også andel i TI's "Live Your Life", der ligeledes nåede førstepladsen. Hun er dermed sammen med Beyoncé den kvindelige kunstner, der har haft flest tophits i 2000'erne. Good Girl Gone Bad har solgt over to millioner eksemplarer i USA og er dermed hendes mest solgte album til dato.  
I begyndelsen af september 2007 var Rihanna på turné i Canada og USA for at promovere albummet, og hun fortsatte til Europa. Turneen blev kaldt Good Girl Gone Bad Tour og var den første turné med hende alene. En af koncertne, på Manchester Evening News Arena den 6. december 2007 blev udgivet på dvd i 2008. Rihanna vandt desuden priserne for bedste kvindelige pop/rockkunstner og bedste kvindelige soul/R&B-kunstner ved American Music Award 2008. Hun var i 2008 med på Kanye West Glow In The Dark Tour sammen med blandt andet Lupe Fiasco, og N*E*R*D. 
Den 24. december 2008 udtalte Rihanna, at hun ville gå i studiet i begyndelsen af 2009 for at tage fat på arbejdet på sit fjerde studiealbum. Det forventes, at albummet vil blive udgivet i løbet af 2009. Der er efterfølgende kommet forskellige informationer om dette album, og at hun skulle have indspillet nogle numre, hvoraf visse allerede er lækket. Nummeret "Bad Girl" var den første sang, der blev optaget og havde Chris Brown som gæstesolist som rapper. Singlen blev derpå indspillet af Pussycat Dolls og kan høres  med dem i filmen Shopaholics.

## Musikstil
Rihanna nævner selv, at hun har været inspireret af Beyoncé, Mariah Carey, Alicia Keys, Celine Dion, Brandy, Gwen Stefani, Whitney Houston, Destiny's Child og Fefe Dobson. 
Efter udgivelsen af debutalbummet Music of the Sun og dets første single "Pon de Replay" har Jason Birchmeier fra Allmusic beskrevet Rihannas musikalske stil som "sammenfattede caribiske rytmer og beats med storby-dansepop; caribisk-baseret storby, hvis man vil." Andre har beskrevet hendes stil som "let dancehall-rytme og reggae i stemmen." NME beskriver sangerinden som "en berusende blanding af dancehall, reggae og R&B." Barry Walters fra Rolling Stone mener, at Rihannas A Girl Like Me består af "letbenet dancehall og R&B." Efter udgivelsen af Good Girl Gone Bad giver Allmusic's Andy Kellman Rihanna skudsmålet som "så meget pop som pop kan være."
Hendes album Rated R som blev et stort hit, med singlen "Russian Roulette".

## Velgørenhed
Rihanna oprettede sin Believe Foundation i 2006 til hjælp for døende børn. Rihanna har givet en række koncerter for at skaffe midler til både velgørenhed i bred forstand og til instituttet. Hun var også ambassadør i 2008 for Cartiers LOVECHARITY-armbånd, og hun optrådte for Madonnas Raising Malawi 
I september 2008 indspillede Rihanna sammen med en gruppe andre kvindelige pop-, rock-, R & B- og countrysangere som Carrie Underwood, Ciara, Beyoncé Knowles, Leona Lewis, Mary J. Blige, Mariah Carey og Fergie "Just Stand Up!", som temasang for en anti-cancerkampagne, Stand Up For Cancer. 
Rihanna har på opfordring fra H&M sammen med andre berømtheder som Timbaland og Good Charlotte deltaget i "Mode mod aids"-kampagnen. Kollektionen er designet til at gøre opmærksom på problemerne med hiv/aids. Den blev udgivet i H&M i begyndelsen af februar 2008. 

## Koncerter i Danmark
- 2. november 2006: MTV Europe Music Awards, Bella Center i København
- 10. marts 2008: Ballerup Super Arena, Ballerup
- 28. oktober 2011: Jyske Bank Boxen, Herning
- 5. juli 2013: Roskilde Festival 2013, Roskilde

## Diskografi

### Albummer
- Music of the Sun (2005)
- A Girl like Me (2006)
- Good Girl Gone Bad (2007)
- Good Girl Gone Bad: Reloaded (2008)
- Rated R (2009)
- Loud (2010)
- Talk That Talk (2011)
- Unapologetic (2012)
- Anti (2016)

### Turneer
- Rihanna: Live in Concert Tour (2006)
- Good Girl Gone Bad Tour (2007–2009)
- Last Girl on Earth Tour (2010–2011)
- Loud Tour (2011)
- Diamonds World Tour (2013)

## Filmografi
- Bring It On: All or Nothing (2006)
- Battleship (2012) - Rihanna modtog en Razzie for sin præstation
- Katy Perry: Part of Me (2012)
- End of the World (2013)
- Happy Smekday! (2014)
- Ocean's 8 (2018)